# Nahverkehrsgewerkschaft
Die Nahverkehrsgewerkschaft (NahVG) ist die Fachgewerkschaft für die Beschäftigten im Nahverkehr im DBB Beamtenbund und Tarifunion.
Die Nahverkehrsgewerkschaft wurde am 22. Oktober 2012 in Berlin gegründet. Sie organisiert Beschäftigte von Nahverkehrsunternehmen aus Leitstellen, Werkstätten und Fahrdienst. Die Grundsätze der Gewerkschaft ergeben sich aus dem tarifpolitischen Grundsatzprogramm.

## Organisation
Die Nahverkehrsgewerkschaft ist in sechs Regionen gegliedert, die ein oder mehrere Bundesländer umfassen:
- Nord – Schleswig-Holstein, Niedersachsen und die Stadtstaaten Bremen und Hamburg mit Sitz in Hamburg
- Ost – Berlin, Brandenburg, Mecklenburg-Vorpommern, Sachsen-Anhalt, Sachsen und Thüringen mit Sitz in Berlin
- Mitte – Hessen, Rheinland-Pfalz und Saarland mit Sitz in Frankfurt am Main
- West – Nordrhein-Westfalen mit Sitz in Köln
- Südwest – Baden-Württemberg mit Sitz in Mannheim
- Süd – Bayern mit Sitz in München

Am 22. Oktober 2012 wurde die Nahverkehrsgewerkschaft in Berlin gegründet.
In der Gründungsversammlung wurden der geschäftsführende Vorstand sowie die Regionsvorsitzenden kommissarisch in ihre Ämter berufen. 2013 wurden die ersten Wahlen der Regionsvorstände organisiert. Am 30. und 31. Januar 2014 fand der erste Gewerkschaftstag im DBB-Forum in Berlin statt.